# 高草木昭允
高草木 昭允（たかくさぎ てるちか、1927年11月18日 - 1994年8月15日）は、日本の作詞家。群馬県桐生市出身。

## 経歴
1927年（昭和2年）、桐生市に生まれる。関東短期大学を卒業後、桐生市役所に入庁し総務課へ配属された。公務員としての職務の傍ら作詞に取り組み、教育委員会社会教育課長在職時の1968年（昭和43年）に県が明治百年を記念して実施した3代目県民歌の一般公募で応募作が入選する。これ以降、一般公募や直接の依頼を受けて県内の複数の小中学校で校歌を作詞した。
桐生市立中央公民館長兼青少年センター長、市議会事務局長を経て市総務課長に至る。1994年（平成6年）8月15日逝去。享年68（満66歳没）。

## 主な作品
- 群馬県の歌（作曲：服部良一）
- 伊香保町の歌[2] - 旧伊香保町の町歌
- 青空号の歌[2] - 県の青少年育成事業キャラバンカー「青空号」のテーマソング